# Stern’sches Konservatorium

Kopf eines Vertrages aus dem Jahr 1930

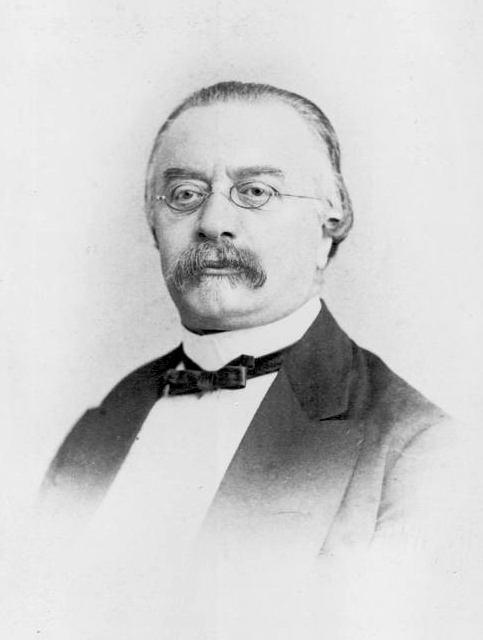
Julius Stern

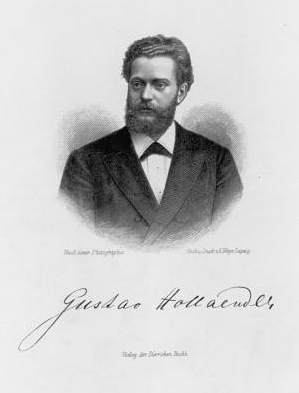
Gustav Hollaender

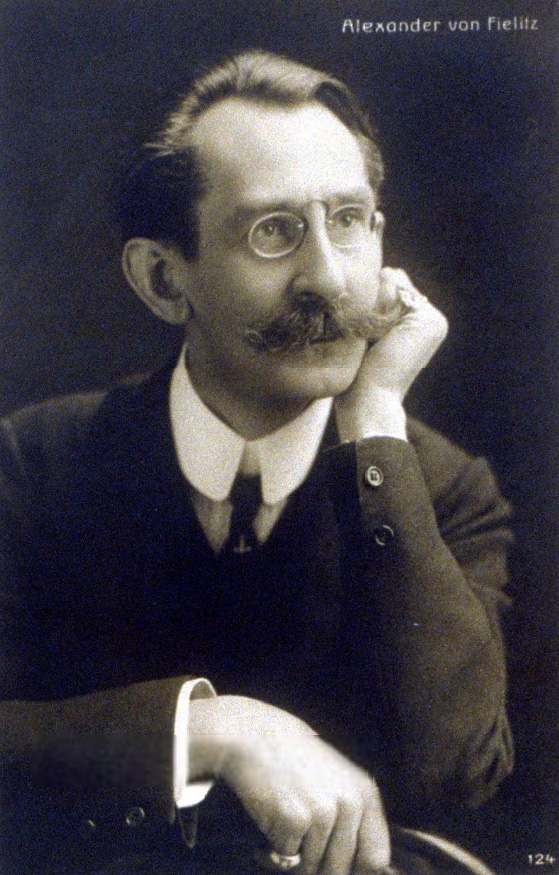
Alexander von Fielitz

Das Stern’sche Konservatorium war ein 1850 gegründetes, ursprünglich privates Konservatorium in Berlin, das unter dieser Bezeichnung bis 1936 bestand und nach Kommunalisierung als Städtisches Konservatorium bis 1966 eine eigene Einrichtung war. Seither wird die Tradition des Konservatoriums als Julius-Stern-Institut der Universität der Künste Berlin fortgeführt. Aus ihm gingen viele bedeutende Musiker hervor.

## Geschichte
Es wurde 1850 als Privatunternehmen unter der Bezeichnung „Städtisches Konservatorium für Musik in Berlin“ von Julius Stern, Theodor Kullak und Adolf Bernhard Marx gegründet. 1855 schied Kullak aus und gründete die Neue Akademie der Tonkunst. Da auch Marx 1856 zurücktrat, stand das Konservatorium schließlich unter Sterns alleiniger Leitung. Bis zur 1869 erfolgten Gründung der „Königlich Akademischen Hochschule für ausübende Tonkunst“ war das Konservatorium die führende Ausbildungsstelle für Musikberufe in Berlin und blieb auch danach eine wichtige Alternative. Vor allem unter der Inhaberschaft und Leitung Gustav Hollaenders 1895 bis 1915 erlebte es eine Blütezeit, wurde von mehr als tausend Schülern pro Jahr besucht und kam ohne jegliche Subvention aus. 1899 bezog es Räume in Berlin-Kreuzberg, Bernburger Straße 21–22 (52° 30′ 18,4″ N, 13° 22′ 38,6″ O), wo auch die Alte Philharmonie untergebracht war. In der Kaiserzeit wirkte an diesem Konservatorium der emeritierte Burgschauspieler und frühere Lehrer am Wiener Konservatorium Leo Friedrich. Er unterrichtete an der „Opernschule“ und war zugleich Leiter der versuchsweise wieder eingerichteten „Schauspielschule“.
1935 wurde das Institut während der nationalsozialistischen Gleichschaltung in „Konservatorium der Reichshauptstadt Berlin“ umbenannt und durch Entlassung der jüdischen Lehrer und Schüler „arisiert“. Gustav Hollaenders Kinder Kurt Hollaender, Susanne Landsberg geborene Hollaender und Melanie Herz-Hollaender gründeten daraufhin in der Sybelstraße 9 die „Jüdische private Musikschule Hollaender“. Dort unterrichteten auch Paula Salomon-Lindberg, Anneliese Landau, Oskar Guttmann und andere. Die Schule hatte zeitweilig 24 Lehrkräfte und 150 Schüler. Kurt Hollaender und seine Ehefrau Herta wurden im Oktober 1941 in das Ghetto Litzmannstadt deportiert, wo sie vermutlich im selben Jahr umkamen. Susanne Hollaender wurde im Konzentrationslager Auschwitz getötet. Melanie Herz (geb. Hollaender) gelang wahrscheinlich 1939 die Emigration. In der Datenbank Ancestry findet sich eine Indexkarten mit Namen ausländischer Internierter in Großbritannien während des Zweiten Weltkriegs, die Melanie Viola Herz im Oktober 1939 als ausgenommen von Internierung – Flüchtling listet. Sie starb am 6. September 1953 im Alter von 72 Jahren in London-Hampstead (geb. 8. November 1880 in Berlin). Ihr Mann, Heinrich Adolf Herz, war bereits im August 1925 in Berlin gestorben. Ihr Sohn Walter Julius Herz änderte seinen Namen in „Hertner“ und starb 1978 in London.
Nach dem Ende des Zweiten Weltkriegs erfolgte 1945 eine weitere Änderung des Hochschulnamens in „Städtisches Konservatorium“. Seit 1966 ist das Konservatorium der Hochschule der Künste Berlin (seit 2001: Universität der Künste Berlin) angegliedert.
Innerhalb der Hochschule wird seine Tradition im „Julius-Stern-Institut“ weitergeführt. Dieses gilt bundesweit als eine der größten und renommiertesten Einrichtungen der musikalischen Nachwuchsförderung. Derzeit erhalten dort etwa 70 musikbegeisterte und besonders begabte Kinder und Jugendliche im Alter zwischen 9 und 19 Jahren neben dem Besuch einer allgemeinbildenden Schule eine umfassende musikalische Ausbildung. Die Förderung besteht vor allem im intensiven, altersgerechten Einzelunterricht. Zusätzliche Lehrveranstaltungen in Musiktheorie und Gehörbildung, das Musizieren in Ensembles wie den 12 Cellisten des Julius-Stern-Instituts und im Julius-Stern-Kammerorchester sowie regelmäßige Auftrittsmöglichkeiten inner- und außerhalb der Universität runden die musikalische Ausbildung ab. Zahlreiche Studierende des Julius-Stern-Instituts sind Preisträger nationaler und internationaler Wettbewerbe. Von 1999 bis 2009 wurde das Julius-Stern-Institut von Doris Wagner-Dix geleitet. Seit 2010 ist Anita Rennert Leiterin des Julius-Stern-Instituts. Sie ist an der Universität der Künste Berlin als Dozentin für Gitarre und Gitarrenmethodik tätig. Im November 1999 wurde das Julius-Stern-Kammerorchester gegründet. Ergänzend zum instrumentalen Hauptfachunterricht bietet es jungen Nachwuchsmusikern die Möglichkeit, Orchestererfahrungen auf hohem Niveau zu erlangen. Seit Dezember 2005 wird das Orchester von Zvi Carmeli in Nachfolge von Andreas Schüller und Christoph Altstaedt geleitet.

## Direktoren
- 1850–1883: Julius Stern
- 1883–1888: Robert Radecke
- 1888–1894: Jenny Meyer
- 1895–1915: Gustav Hollaender
- 1915–1930: Alexander von Fielitz
- 1930–1933: Paul Graener
- 1933–1935: Siegfried Eberhardt
- 1935–1945: Bruno Kittel
- 1946–1949: Heinz Tiessen
- 1950–1960: Hans Joachim Moser
- 1960–1962: Herbert Ahlendorf
- um 1990 ?: Ingeborg Peukert
- 1999–2009 Doris Wagner-Dix
- Seit 2010: Anita Rennert

## Bekannte Lehrer
- Hans Ailbout, Komponist
- Claudio Arrau, Pianist
- Herbert Ahlendorf, Dirigent
- Károly Aggházy, Pianist
- Heinrich Barth, Pianist
- Karl Gustav Berndal, Theaterschauspieler
- Georg Bertram, Pianist
- Theodor Bohlmann, Pianist
- Siegfried Borries Geiger
- Rudolf Maria Breithaupt, Pianist und Komponist
- Hans von Bülow, Pianist und Dirigent
- Gustav Bumcke, Komponist, Theorie und Harmonielehre, Bläserkammermusik, Saxophon
- Erich Bürger, Gitarrist
- Alfredo Cairati, Gesangslehrer
- Otto Dienel, Organist
- Heinrich Ehrlich, Pianist und Komponist
- Traugott Fedtke, Chorleiter
- Edwin Fischer, Pianist
- Eduard Franck, Komponist und Pianist
- Leo Friedrich, Schauspieler und Dramaturg
- Friedrich Gernsheim, Pianist, Dirigent und Komponist
- Conrad Hansen, Pianist
- August Haupt, Organist
- Anton Hekking, Cellist
- Victor Hollaender, Pianist, Dirigent und Komponist
- Engelbert Humperdinck, Kapellmeister und Komponist
- Berthold Kellermann, Pianist, Dirigent und Musikpädagoge
- Friedrich Kiel, Komponist
- Wilhelm Klatte, Musiktheoretiker
- Emma Koch, Pianistin
- Martin Krause, Pianist
- Arnold Krug, Pianist und Komponist
- Adolf Kullak, Pianist
- Theodor Kullak, Pianist
- James Kwast, Pianist
- Ferdinand Laub, Geiger
- Max Loewengard, Komponist
- Albert Löschhorn, Pianist
- Paul Lutzenko, Pianist
- Adolf Bernhard Marx, Komponist
- Jenny Meyer, Sängerin
- Ernst Guido Naumann, Pianist, Kapellmeister und Komponist
- Wilma Neruda, Violinistin
- Selma Nicklass-Kempner, Sängerin
- Georg von Petersenn, Pianist
- Hans Pfitzner, Violinist, Dirigent und Komponist
- Gustav Pohl, Pianist
- Walter Pörschmann, Bandoneon, Akkordeon
- Adalbert Quadt, Gitarrist
- Rudolf Radecke, Chorleiter und Komponist
- Georg Wilhelm Rauchenecker, Komponist, Musikdirektor und Violinist
- Fritz Hans Rehbold, Pianist
- Julius Reubke, Pianist und Organist
- Nikolaus Rothmühl, Sänger
- Philipp Rüfer, Pianist und Komponist
- Émile Sauret, Violinist
- Arrigo Serato, Violinist
- Margarethe Siems, Opernsängerin
- Leopold Schmidt, Musikhistoriker
- Arnold Schönberg, Komponist und Musiktheoretiker
- Joseph Schwarz, Pianist
- Julius Stern, Chorleiter und Sänger
- Ernst Eduard Taubert, Musiktheorie, Komposition und Klavier
- Arthur Troester, Cellist
- Diez Weismann, Violinist
- Albert Werkenthin, Pianist, Musikdirektor
- Arthur Willner, Pianist und Komponist
- Konrad Wölki, Mandolinist und Komponist

## Bekannte Schüler
- Claudio Arrau, Pianist
- Haim Alexander, Komponist
- Kees van Baaren, Komponist und Musikpädagoge
- Wolfgang Kohly, Kontrabassist, Berliner Philharmoniker
- Hans von Benda, Dirigent
- Otto Besch, Komponist
- Franz von Blon, Komponist, Dirigent und Violinist
- Edith Boroschek geb. Friedländer, Sopranistin
- Manfred Bukofzer, Musikwissenschaftler
- Georg Döring (1861–1945), deutscher Opernsänger (Bass)
- Siegfried Eberhardt, Violinist
- Caroline Fischer, Pianistin
- Edwin Fischer, Pianist
- Richard Franck (1858–1938), deutscher Komponist und Pianist
- Aline Friede (1856–1946), deutsche Opernsängerin (Alt, Mezzosopran)
- Isy Geiger
- Hermann Goetz, Komponist und Organist
- Ernst Grenzebach (1871–1936), Gesangspädagoge
- Charles Tomlinson Griffes, Komponist
- Adalbert Gülzow, Violinist
- Trude Hesterberg, Soubrette
- Friedrich Hollaender, Komponist
- Emil Honigberger, Chorleiter und Organist
- Walter Jenson, Trompeter, Orchesterleiter und Arrangeur
- Pál Kiss, Pianist[2]
- Otto Klemperer, Dirigent
- Margarete Krämer-Bergau, Sängerin
- Peter Kreuder, Komponist
- Horst Kudritzki, Pianist, Komponist und Orchesterleiter
- Hanne-Lore Kuhse, Kammersängerin
- Franz Landé, Musiker und Dirigent
- Ari Leschnikow, Sänger bei den Comedian Harmonists
- Melitta Lewin
- Hannah von Mettal,Übersetzerin
- Moritz Moszkowski, Komponist
- Edda Moser, Opernsängerin
- Armin Mueller-Stahl, Schauspieler, Musiker, Maler
- Emmy Neiendorff
- Alberto Nepomuceno, Komponist
- Ralph Neubert, Klavier
- Selma Nicklass-Kempner, Sängerin
- Otto Nikitits, Geiger, Violinpädagoge in London und Berlin
- Max Nivelli, Opernsänger und Filmproduzent
- Felix Nowowiejski, Organist,
- Manuel María Ponce, Komponist
- Joseph Plaut, Rezitator
- Margarethe Quidde, Pianistin und Cellistin
- Heinrich Reimers
- Julius Reubke, Pianist, Organist und Komponist
- Karl Ristenpart, Dirigent
- Eddie Rosner, Geiger
- Walter Schartner, Komponist
- Ruth Schönthal, Komponistin
- Carl Schuricht, Dirigent und Komponist
- Meta Seinemeyer, Sängerin
- Willy Sommerfeld, Stummfilmpianist
- Mischa Spoliansky, Komponist
- Christian Stadelmann, Geiger
- Gerd Starke, Klarinettist
- Bruno Walter, Dirigent
- Marek Weber, Violinist und Orchesterleiter
- Hermann Weigert, Dirigent
- Ruth Wolffreim, Opernsängerin (Sopran)